# Giuseppe Marra
Giuseppe Pasquale Marra, conosciuto anche come G.P. Marra, detto Pippo (Castelsilano, 21 novembre 1936), è un giornalista e editore italiano, proprietario e presidente della AdnKronos.

## Biografia
Nato da una famiglia di origine calabrese, dopo il liceo si trasferisce a Roma. Inizia l'attività giornalistica come praticante nella redazione del Secolo d'Italia, quotidiano del Movimento Sociale Italiano, ed è dirigente del FUAN, gli universitari missini.
Nel 1965 viene chiamato come amministratore al quotidiano Roma di Napoli. Nello stesso anno ottiene l'iscrizione all'Albo dei giornalista professionista. Da allora svolgerà in parallelo la carriera di dirigente amministrativo e di giornalista.
Lavora presso un notaio e come consulente della Montedison nel settore della comunicazione. Trascorre due anni a Copenaghen come responsabile di una società per la promozione turistica dell'Italia in Danimarca e Svezia.
Entra come archivista fotografo nell'agenzia di stampa Adnkronos, ne diviene direttore amministrativo ed editoriale nel 1970. Otto anni dopo rileva l'agenzia dall'industriale farmaceutico Fulvio Bracco attraverso la «Piemme Editoriale Finanziaria Spa».
Ha portato l'Adnkronos ad essere la capofila di un gruppo multimediale, con attività in diversi settori (libri, giornali, telegiornali, cinema, fiction). Nel 1999 ha rinominato la Piemme «Giuseppe Marra Communications» ed ha acquisito la parte rimanente di azioni raggiungendo il 100% del capitale di Adnkronos.

### Vita privata
È sposato con l'imprenditrice romana Angela Antonini dal 4 dicembre 2006 e ha due gemelli, Pietro e Giuseppe.